# Soraya (Vorname)
Soraya ist ein weiblicher Vorname.

## Herkunft und Bedeutung
Beim Namen Soraya ثریا s̱orayāʾ handelt es sich um die persische Variante des arabischen Namens ثريّة ṯurayah bzw. ثريّا ṯurayāʾ und bezeichnet die Plejaden.

## Verbreitung
Der Name Soraya ist vor allem im arabischen und persischen Raum verbreitet.
Auch in Spanien ist der Name geläufig. Im Jahr 2006 stand er dort auf Rang 98 der Vornamenscharts.
In Belgien zählte Soraya zwar nie zu den beliebtesten Mädchenname, jedoch wird er auch dort regelmäßig vergeben. Zwischen 2001 und 2013 fand er sich fast durchgängig unter den 200 meistgewählten Mädchennamen und erreichte als höchste Platzierung Rang 139 (Jahr 2007).
In der Schweiz wird der Name Soraya ebenfalls häufig vergeben. Zwischen 2004 und 2013 stand er mit Ausnahme des Jahres 2008 in der Top-100 der Vornamenscharts. Im Jahr 2009 erreichte der Name mit Rang 82 seine bislang höchste Platzierung in den Charts.
Der Name Soraya kommt in Deutschland nur selten vor. Zwischen 2010 und 2022 wurde er nur etwa 1500 Mal vergeben. Im Jahr 2022 stand er auf Rang 450 der Vornamenscharts.

## Varianten
- Arabisch: ثريّة ṯurayah, ثريّا ṯurayāʾ
  - alternative Transkriptionen: Suraya, Surayya, Thurayya
- Portugiesisch: Soraia
- Türkisch: Süreyya

## Namensträger
- Soraya Aghaei Hajiagha (* 1996), iranische Badmintonspielerin
- Soraya Ansari (* 1953), palästinensische Terroristin
- Soraya Arnelas (* 1982), spanische Sängerin
- Soraya Chemaly (* 1966), US-amerikanische Publizistin
- Soraya Raquel Lamilla Cuevas (1969–2006), kolumbianisch-US-amerikanische Songwriterin, Sängerin und Musikerin
- Soraya de Visch Eijbergen (* 1993), niederländische Badmintonspielerin
- Soraya Esfandiary Bakhtiary (1932–2001), iranische Adelige, Königin von Persien (1951–1958)
- Soraya Haddad (* 1984), algerische Judoka
- Soraya Homam (1961–2011), deutsche Pokerspielerin
- Soraya Jamal (* 1997), deutsche Journalistin und Fernsehmoderatorin
- Soraya Jiménez Mendivil (1977–2013), mexikanische Gewichtheberin
- Soraya Kohlmann (* 1998), deutsche Schönheitskönigin
- Soraya Obaid (* 1945), saudische Politikerin bei den Vereinten Nationen
- Soraya Paladin (* 1993), italienische Radrennfahrerin
- Soraya Post (* 1956), schwedische Politikerin (Feministiskt initiativ), MdEP
- Soraya Richter (* 1996), deutsche Synchronsprecherin und Schauspielerin
- Soraya Rodríguez (* 1963), spanische Politikerin (früher PSOE, heute Cs), MdEP
- Soraya Sáenz de Santamaría (* 1971), spanische Politikerin (PP)
- Soraya Sala (* 1972), Schweizer Schauspielerin
- Soraya Sherif (* 1934), ägyptische Mathematikerin und Hochschullehrerin
- Soraya Tarzi (1899–1968), Königin von Afghanistan
- Soraya Thronicke (* 1973), brasilianische Politikerin